# Grand Duo concertant (Alkan)
Pour les articles homonymes, voir duo concertant.
Le Grand Duo concertant en fa dièse mineur, op. 21, est une œuvre de Charles-Valentin Alkan en trois mouvements pour violon et piano, composé en 1840. 
Dédié au violoniste et altiste Chrétien Urhan, il s'agit de sa première grande partition de musique de chambre.

## Composition
Partition « visionnaire », composée en 1840 et publiée en 1842, le Grand Duo concertant op. 21 est dédié au « très mystique violoniste et altiste Chrétien Urhan », créateur de Harold en Italie de Berlioz.

## Présentation

### Mouvements
L'œuvre est en trois mouvements, remarquables par leur « tonalité inhabituelle autant que par la virtuosité technique » :
1. Assez animé, en fa dièse mineur, à 
,
2. L'Enfer — Lentement, en do dièse majeur, à 
,
3. Aussi vite que possible, en fa dièse majeur, à

### Analyse
La partition est construite autour de « L'Enfer central, clé de l'œuvre. La tripartition, les trois dièses à l'armure gagnant six dièses à la fin du premier mouvement et dans le finale suggèrent une symbolique ternaire / trinitaire issue de la Divine Comédie de Dante ».
Le dernier mouvement, « une toccata d'une virtuosité diabolique marquée sadiquement Aussi vite que possible » selon Harry Halbreich, est « remarquable par ses déplacements très complexes d'accents rythmiques ». La tonalité de fa dièse majeur est « à percevoir ici comme le ton de la transfiguration, la couleur paradisiaque ».

## Discographie
- Sonates pour violon et piano par Pierre Hommage (violon) et Danièle Renault-Fasquelle (piano), Adda, 1988 (OCLC 30664937) — avec les sonates de Vincent d'Indy et d'Albert Roussel
- Alkan, Musique de chambre, par les membres du Trio Alkan : Kolja Lessing (violon) et Rainer Klaas (piano), Marco Polo, 1991  / Brilliant Classics Alkan Edition (OCLC 775026678 et 1021774628)
- Alkan, Musique de chambre, par James Clark, violon et Ronald Smith, piano (février 1992, APR) (OCLC 46957149)
- Alkan, La musique de chambre, par Dong Suk Kang (violon), Yvan Chiffoleau (violoncelle) et Olivier Gardon (piano), Timpani 1C1139, 1992 (OCLC 869593653)
- Alkan, Grand Duo concertant et Sonate de concert, par Tedi Papavrami (violon), Christoph Henkel (violoncelle) et Hüseyin Sermet (piano), Auvidis Valois V4680, 1993 (OCLC 875777702)

### Ouvrages généraux
- Harry Halbreich et François-René Tranchefort (dir.), Guide de la musique de chambre, Paris, Fayard, coll. « Les Indispensables de la musique », 1987, 995 p. (OCLC 21318922, BNF 35064530), p. 2-4.

### Monographies
- Brigitte François-Sappey, Charles-Valentin Alkan, Paris, Fayard, 1991, 336 p. (OCLC 906642106), p. 210-211,
- Brigitte François-Sappey et François Luguenot, Charles-Valentin Alkan, Paris, Bleu nuit éditeur, coll. « Horizons » (no 34), 2013, 176 p. (ISBN 978-2-35884-023-1).